# Liliana Lukin

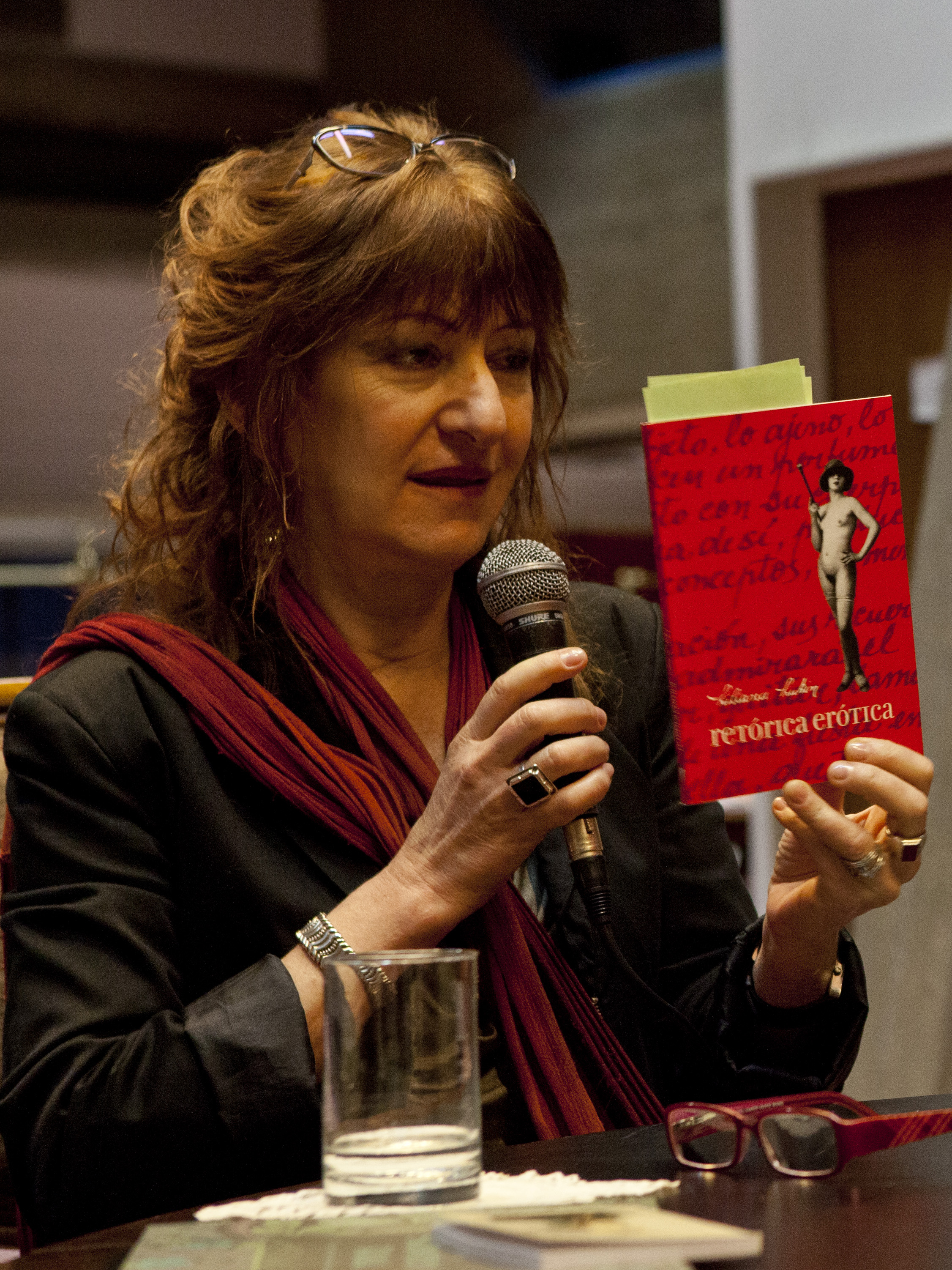
Liliana Lukin

Liliana Lukin (* 18. Dezember 1951 in Banfield, Provinz Buenos Aires, Argentinien) ist eine argentinische Schriftstellerin und Dichterin.

## Leben
Liliana Lukin wurde am 18. Dezember 1951 in Banfield (Provinz Buenos Aires) als Tochter von Elena Goldberg und Moisés Lukin geboren. Sie studierte Philologie und Literatur an der Universidad de Buenos Aires und war in ihrer Studienzeit auch politisch aktiv, erlitt jedoch keine direkten Verfolgungen während der Zeit der argentinischen Militärdiktatur. Von 1980 bis 1984 war sie Mitglied einer von Oscar Traversa geleiteten Forschungsgruppe in Semiologie; von 1978 bis 1989 koordinierte sie die Schreibwerkstatt „El Taller de Escritura“ und gab auch eine jährlich erscheinende Zeitschrift mit den Werken der Teilnehmer heraus. 1988/89 fungierte sie als Beraterin des Centro Cultural General San Martín; dort organisierte sie das Foro de Literatura Contemporánea (Forum Zeitgenössischer Literatur) und das Primer Foro de Cine Argentino (Erstes Forum des argentinischen Films). Von 1988 bis 2001 veranstaltete sie für die Tageszeitung Clarín insgesamt 13 Schriftstellersymposien und gab die entsprechenden Zeitschriften (Cuadernos de Narrativa Argentina) heraus; mit diesem Material arbeitete sie auch in Literaturworkshops und bereiste 1991 neun US-amerikanische Universitäten. 2003–2005 gründete sie Centroimargen, ein interdisziplinäres Kulturzentrum, bei dem sie als Kuratorin fungierte.

## Auszeichnungen
- Primer Premio Concurso Nacional de Poesía ECA (Ediciones Culturales Argentinas), Secretaría de Cultura de la Nación, 1985 für Cortar por lo sano
- Mención Especial Premios Nacionales de Literatura 87/88, Secretaría de Cultura de la Nación, für Cortar por lo sano
- Premio Fundación Antorchas, 1989, für Carne de tesoro
- Stipendium des Fondo Nacional de las Artes, 1997, für Las preguntas
- Subsidio a la Creación Artística 2005 und 2007, Fondo Metropolitano para las Artes, Gobierno de la Ciudad de Buenos Aires, für Teatro de Operaciones. Anatomía y Literatura und Obra reunida. 1978–2008.

## Literarisches Schaffen
Liliana Lukin ist in erster Linie Lyrikerin; in ihren preisgekrönten Gedichten setzt sie sich einerseits mit dem Körper auseinander, in allen seinen Facetten: seiner Erotik, seiner Verletzlichkeit, seiner Vergänglichkeit. Andererseits verweist sie auch auf dunkle Seiten der politischen Wirklichkeit, das „Verschwindenlassen“ von Menschen während der Militärdiktatur, Folter und Schmerz. Häufig spielt das visuelle Element eine wichtige Rolle in ihren Büchern (Illustrationen, Fotos, Kalligraphie).

## Werk

### Lyrik
- Abracadabra. Buenos Aires: Editorial Plus Ultra, 1978
- Malasartes. Ilustraciones de Guillermo Kuitka. Buenos Aires: Ed. Galerna, 1981
- Descomposición. 1980–82. Buenos Aires: Ediciones de la Flor, 1986
- Cortar por lo Sano. Buenos Aires: Ediciones Culturales Argentinas, 1987 [Neuauflage: Córdoba: Pan Comido, 2013]
- Carne de Tesoro. Buenos Aires: Editorial Sudamericana, 1990
- Cartas. Buenos Aires: Ediciones de la Flor, 1992 [Neuauflage: Buenos Aires: Ediciones del Camino, 2016]
- Las preguntas. Buenos Aires: Ediciones de la Flor, 1998 [Neuauflage: Buenos Aires: Ediciones del Camino, 2016]
- Construcción comparativa. VII poemas. Santa Fe: Ediciones Delanada, 1998
- retórica erótica. Buenos Aires: Ediciones Asunto Impreso, 2002 [mit Fotos und handschriftlichen Passagen der Autorin]
- Construcción comparativa. Córdoba: Alción Editora, 2003
- Teatro de Operaciones. Anatomía y Literatura. Ilustraciones Hilda Paz. Buenos Aires: Ediciones en Danza, 2007
- Obra reunida. 1978–2008. Buenos Aires: Ediciones del Dock, 2009
- Libro de buen amor. Buenos Aires: CILC Ediciones, 2010
- La Ética demostrada según el orden poético. Ilustraciones Gustavo Schwartz. Buenos Aires: Ediciones La Cebra, 2011
- Ensayo Sobre El poder. Posfacio Claudio Martyniuk. Buenos Aires: Wolkowicz Editores, 2015
- El Libro Del Buen Amor. Buenos Aires: Wolkowicz Editores, 2015
- Ensayo sobre la piel. Buenos Aires: Ediciones Activo Puente, 2018

### Essays
- Es presa de sí demasiado. In: La escritura en escena, Buenos Aires: Ed. Corregidor, 1994.
- La extranjera, Hélène Cixous. In: Clarín, 23. März 2002; Revista La Pecera 3 (Mar del Plata, invierno 2002)
- El cuerpo en Gutural. In: Estela dos Santos: Gutural y otros sonidos. Córdoba: Alción Editora, 2005

### Werk in Übersetzung

#### Deutsch
- „erotische rhetorik“. In: Das Gedicht. Zeitschrift für Lyrik, Essay und Kritik 12.12 (Sommer 2004-Sommer 2005, Nackt. Leibes- und Liebesgedichte): 7
- „Episch und rhapsodisch“. In: Mit den Augen in der Hand: argentinische Jüdinnen und Juden erzählen. Herausgegeben und übersetzt von Erna Pfeiffer. Wien: Mandelbaum Verlag, 2014, 158–167 [= „Épico y rapsódico“]. ISBN 978-3-85476-446-5
- Vergleichskonstruktion - Construcción comparativa. Gedichte. Aus dem argentinischen Spanisch übertragen von Eva Srna. Wien: Löcker, 2016 (edition pen, Band 53). ISBN 978-3-85409-832-4

#### Französisch
- L’Éthique démontrée selon l’ordre poétique. Traduction Jacques Ancet. Buenos Aires: Teatro de Ideas, 2012 [zweisprachige Ausgabe; Neuauflage: Paris: Éditions Caractères, 2014]
- Petite Anthologie provisoire. Traduction de Jacques Ancet. Buenos Aires: Teatro de Ideas, 2012 [zweisprachig spanisch-französisch]
- Calligraphie de la voix. Poèmes traduits par Jacques Ancet. Thonon-Les-Bains: Éditions Alidades, 2013 [zweisprachig spanisch-französisch]

#### Englisch
- Teatro de Operaciones / Theater of Operations / Anatomía y Literatura / Anatomy and Literature. Translated to English by Natasha Hakimi Zapata. México: Literal Publishing, 2016.

#### Polnisch
- Eseju o władzy, Übersetzung von Ágata Kornacka, Warschau: Muzeum Historii Polskiego Ruchu Ludowego, Biblioteca Ibérica, 2017 [=Ensayo Sobre El Poder]